# Jiří Urban mladší
Jiří Urban mladší je zakladatel a kytarista kapely Dymytry, ve které vystupuje v masce a pod jménem „Dymo“. V minulosti byl i baletním tanečníkem v Národním divadle, vystudoval Taneční konzervatoř v Praze a Elmhurst ballet school v anglickém Birminghamu. S kolegou z Dymytry Janem Görgelem spoluzaložil televizi Rebel 2 Slušnej kanál (dříve Slušnej kanál, původně Fajnrock TV). Dříve působil v kapelách Adrien, Aleš Brichta Band, Noid.
Je synem Jiřího Urbana, spoluzakladatele kapely Arakain, a synovcem zpěváka Aleše Brichty. Dále má bratra Štěpána a sestru Adélu.
Dymo je i mimo kapelu Dymytry vášnivým motorkářem a ambasadorem pro Česko americké značky Indian Motorcycle a má vlastní módní značku oblečení DIE STRONG & HAPPY. 
Žije v Praze se svojí manželkou s kterou má dva syny Jakuba a Matyáše.

## Dymytry
V metalové kapele, kterou sám založil, je nyní už jediným původním členem. Současnou sestavu, ve které se skupina proslavila, si k sobě sám vybral. Ostatními členy je označován jako kapelník, který nejvíce bdí nad chodem skupiny. Pro Dymytry skládá hudbu a zkusil si i textařinu (skladba „Stáváš se potravou“, Neonarcis). Na koncertech pravidelně uplatňuje své pohybové nadání, když předvádí publikem oblíbené hvězdice s kytarou v ruce.
Se skupinou k dnešními dni vydal 7 českých studiových alb: Neser, Neonarcis, Homodlak, Agronaut, Revolter, Pharmagedon a V Dobrým I Zlým. Poté dvě anglická Revolt a Five Angry Men a nahráli i dvě živé desky Živě (2015) a MONSTRUM. 
Na kontě má i desku s Václavem Noidem Bártou " Rány ", kde hrál se svými kolegy z nynějších Dymytry.

## Fotogalerie

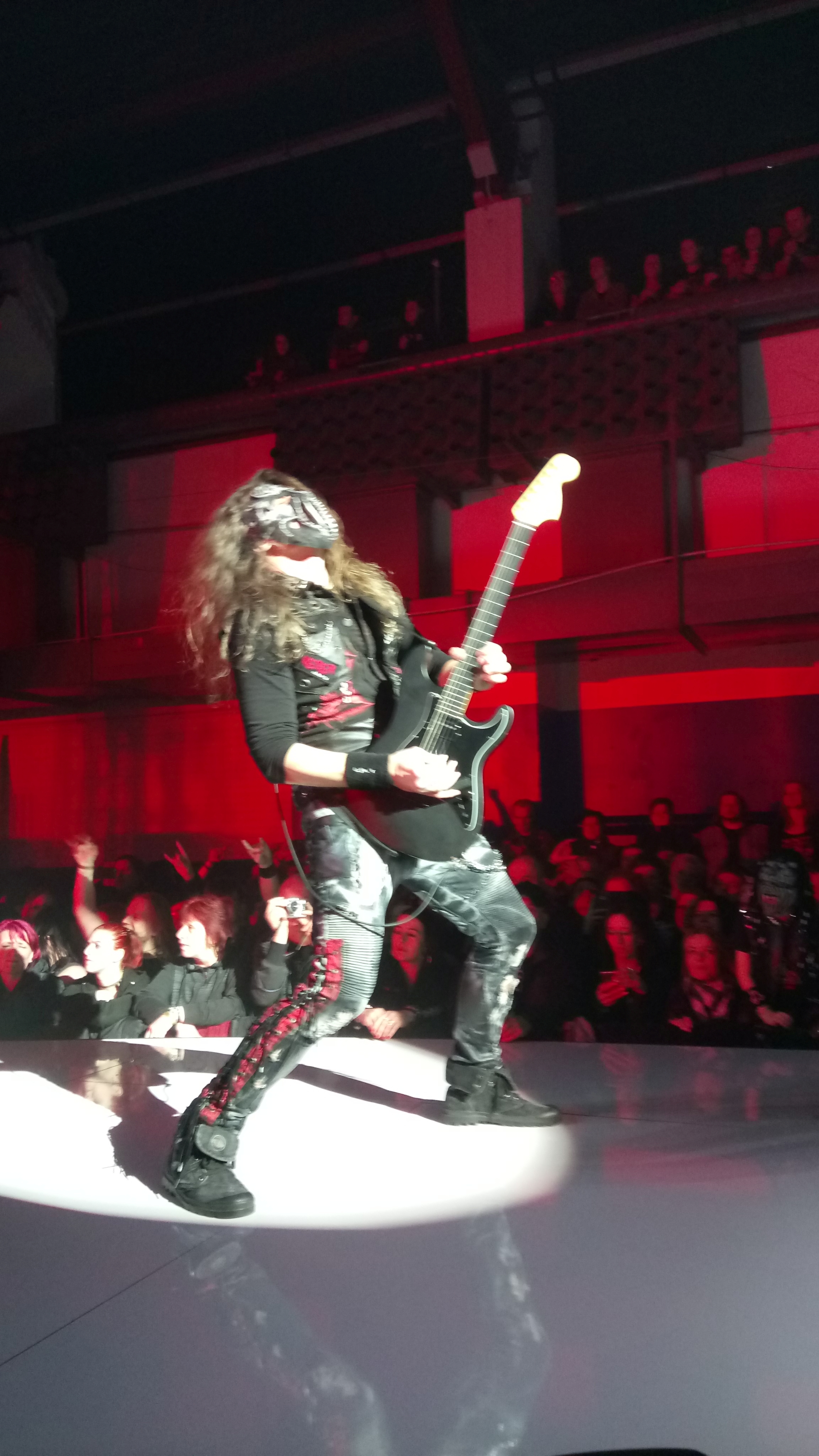
„Dymo“ v Praze na koncertě „Monstrum“ (23. 3. 2018)
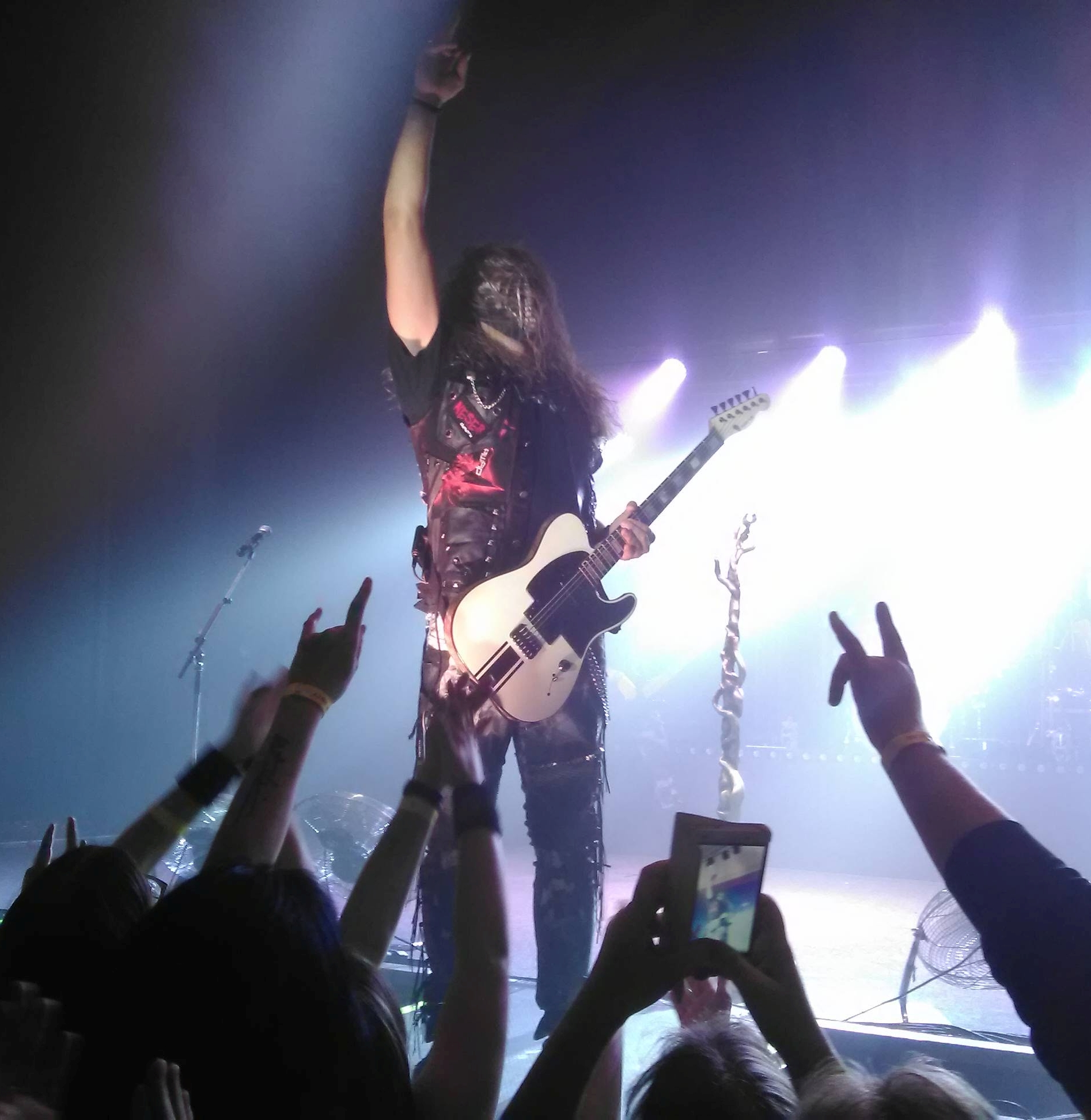
Jiří „Dymo“ Urban při koncertu Dymytry (Zábřeh, 27. 10. 2017)